# Eikasmós
Eikasmós. Quaderni Bolognesi di Filologia Classica (en français Eikasmos. Livrets bolonais de philologie classique) est une revue savante classique italienne.
Eikasmós est publié une fois par an à l'Université de Bologne. Le magazine est fondé en 1990 par Enzo Degani. Chaque livret est divisé en quatre sections : la première est consacrée à la littérature ancienne elle-même et propose des essais critiques du texte et des essais interprétatifs. La deuxième partie traite de l'histoire de l'Antiquité classique. La troisième partie propose des revues de nouvelles publications et un examen critique des tendances de la recherche. La quatrième section contient des références bibliographiques aux nouvelles publications dans le domaine de la philologie classique. La plupart des contributions sont publiées en italien. Cependant, il existe également quelques essais en anglais, certains en allemand également.
Après leur publication sur papier, toutes les contributions sont également placées dans une base de données en ligne qui contient les tables des matières ainsi que tous les articles et critiques (au format HTML et sous forme de fichier PDF). Une série de Studi di Eikasmós Online y est également publiée (une édition de la traduction de la Galien de l'arabe de Ishâq di al-Hîra ; Bologne 2004). Deux séries sont affiliées à la revue, les Studi (études) et Sussidi di Eikasmós (matériaux). Les éditeurs du magazine sont actuellement (2011) Francesco Bossi, Gabriele Burzacchini, Ornella Montanari, Vinicio Tammaro et Renzo Tosi . Eikasmós est publié par Liligraf di L. Parma à San Lazzaro di Savena près de Bologne.